# Ludger Beerbaum
Ludger Beerbaum (Detmold, Alemanya Occidental 1963) és un genet alemany, guanyador de quatre medalles olímpiques d'or i dues de bronze.
Va néixer el 25 d'agost de 1963, el germà gran de quatre fills a la ciutat de Detmold, població situada a l'actual estat federat de Rin del Nord-Westfàlia, que en aquells moments formava part d'Alemanya Occidental i que avui en dia forma part d'Alemanya. És cunyat de la també amazona Meredith Michaels-Beerbaum. Són germà petit Markus és practica també el salt d'obstacles. Es va retreure de l'esport de competició el 2016 i va crear un estable de cria i de formació. És un entrenador sol·licitat per mant genet estranger.

## Carrera esportiva
Va participar, als 25 anys, en els Jocs Olímpics d'Estiu de 1988  a Seül (Corea del Sud), on va guanyar la medalla d'or en les proves per equips del concurs de salts en representació de l'Alemanya Occidental (RFA) amb el cavall The Freak. En els Jocs Olímpics d'Estiu de 1992 a Barcelona (Catalunya), ja en representació d'Alemanya, va finalitzar onzè en la prova per equips si bé va guanyar la prova individual de salts amb el cavall Classic Touch. En els Jocs Olímpics d'Estiu de 1996 a Atlanta (Estats Units) va tornar a guanyar la medalla d'or per equips, si bé fou eliminat en tercera ronda en la prova de salts individuals amb el cavall Ratina Z. En els Jocs Olímpics d'Estiu de 2000 a Sydney (Austràlia) tornà a guanyar la competició per equips i finalitzà quaranta-novè en la prova individual amb el cavall Goldfever 3. En els Jocs Olímpics d'Estiu de 2004 a Atenes (Grècia) fou l'abanderat del seu país en la cerimònia inaugural i guanyà la medalla d'or en la competició per equips. Després va ser desqualificat perquè el seu cavall va donar positiu en la prova antidopatge, i la Federació Internacional i el COI decidiren atorgar la medalla d'or a l'equip nord-americà, passant l'equip alemany a la tercera posició (si bé Beerbaum no va rebrte cap medalla). En els Jocs Olímpics d'Estiu de 2008 a Pequín (República Popular de la Xina) finalitzà en novena posició en la competició per equips i setè en la prova individual, i va guanyar un diploma olímpic.
Al llarg de la seva carrera ha guanyat quatre medalles en els Jocs Eqüestres Mundials, de les quals dues d'or; i nou medalles en el Campionat d'Europa, de les quals cinc d'or.